# 1783 w literaturze
Wydarzenia literackie w 1783 roku.

## Nowe książki
- Friedrich Schiller - Prologomena do wszelkiej przyszłej metafizyki

## Urodzili się
- 23 stycznia – Stendhal, francuski pisarz (zm. 1842)
- 3 kwietnia – Washington Irving, amerykański pisarz i historyk, (zm. 1859)
- 24 listopada – Victor Ducange, francuski powieściopisarz i dramaturg (zm. 1833)